# Juraphididae
Juraphididae – wymarła rodzina owadów z rzędu pluskwiaków i infrarzędu mszyc. Obejmuje trzy rodzaje znane z późnej jury i wczesnej kredy. Ich skamieniałości odnajdywano na terenie Mongolii i Kazachstanu.

## Morfologia
Mszyce należące do Juraphididae miały różny pokrój ciała: od przysadzistego po wydłużony. Głowa była od o połowę krótszej niż szerokiej do tak długiej jak szerokiej. Charakteryzowała się wypukłą przednią krawędzią, obecnością szwów bocznych oraz aparatem gębowym o kłujce sięgającej do dystalnej części śródpiersia. Czułki zbudowane były z siedmiu lub ośmiu członów i miały długość równą ⅓–½ długości ciała. Trzeci ich człon był 2–3,5 raza dłuższy niż szeroki i 3–3,5 raza dłuższy niż człon następny, który nie odbiegał zbytnio długością od członu piątego. Szósty człon był półtora raza dłuższy niż szeroki, a siódmy człon  2–2,5 raza dłuższy niż szeroki. Narządy węchowe czułków, zwane wtórnymi rynariami miały elipsoidalny kształt i rozmieszczone były w poprzecznych rzędach. 
Długość przedplecza była nie mniejsza niż połowa jego szerokości. Skrzydła przednie miały od 2 do 4,5 raza dłuższą niż szeroką pterostygmę o wierzchołku spiczastym lub zaokrąglonym. Obie gałęzie przedniej żyłki kubitalnej (CuA1 i CuA2) wychodziły ze wspólnego pnia (CuA), co odróżnia Juraphididae od Rasnitsynaphididae, Szelegiewicziidae i Shaposhnikoviidae; pień ten był niezgrubiały i krótszy niż u Ellinaphididae i Palaeoaphididae. Gałąź CuA1 była od 2 do 3 razy dłuższa niż CuA2. Żyłka medialna zwracała się nasadą ku nasadzie pterostygmy i nie była połączona z żyłką główną; na wysokości nasady sektora radialnego lub dalej żyłka ta rozwidlała się na gałęzie M1+2 i M3+4, a ta pierwsza następnie rozwidlała się na gałęzie M1 i M2. Nasada sektora radialnego leżała nie dalej niż pośrodku pterostygmy. Skrzydła tylne były o połowę krótsze od przednich. Odnóża przedniej pary miały golenie około półtora raza dłuższe od ud i od 3 do 4,5 raza dłuższe od stóp. Golenie tylnej pary były nie krótsze od czułków i od 3 do 4 razy dłuższe od tylnych stóp.
Odwłok samicy zaopatrzony był w dobrze wykształcone pokładełko.

## Taksonomia
Rodzinę tę wprowadzili w 2014 roku Dagmara Żyła, Vladimir Blagoderov i Piotr Węgierek na łamach „Systematic Entomology”. Autorzy włączyli do niej trzy wymarłe rodzaje:
- †Aphaorus Wegierek, 1991
- †Juraphis Shaposhnikov, 1979
- †Pterotella Wegierek, 1991

Inny skład rodziny zaproponowali w 2017 roku Xue Liu i współpracownicy. Na podstawie przeprowadzonej analizy filogenetycznej włączyli w skład rodziny opisany przez siebie rodzaj Prolavexillaphis oraz opisany w 2017 roku przez George’a Poinara rodzaj Isolitaphis. Krok ten nie został jednak uwzględniony przez późniejsze publikacje. Poinar rodzaj Isolitaphis umieścił w monotypowej rodzinie Isolitaphididae. W 2018 roku Węgierek i współpracownicy opisali nowy rodzaj Hormatalis, włączając go do Isolitaphididae i potwierdzając zasadność ich wyróżniania i monofiletyzm tak zdefiniowanej rodziny. W 2020 autorzy bazy Aphid Species File klasyfikują w Juraphididae tylko trzy zaliczone tam oryginalnie rodzaje, zaś Prolavexillaphis umieszczają w Isolitaphididae.